# Desejo proibido
 (срп. Забрањена жеља) бразилска је теленовела, продукцијске куће Реде Глобо, снимана 2007. и 2008.

## Синопсис
Прича почиње 1913. године, у фиктивном градићу Пасаперто, у савезној држави Минас Жераис, када супруга пуковника Франциска "Шика" Фернандеса једне ноћи изгуби дете пред порођај. Тај догађај је јако потресао, па је наредних дана отишла у пећину где се моли својој "Светици у камену" да јој пружи прилику да добије дете. На изласку из пећине је на обали реке видела тек рођену девојчицу у кориту и одлучила да је задржи и да јој име Лаура, које је желела да да ћерки коју није успела да роди.
Радња се премешта у тридесете године 20. века. Лаура је израсла у прелепу девојку, и похађа школу за девојке. Верена је за Енрикеа Фернандеса, Шиковог сина кога је добио у браку са првом женом, Исабел.
Исабел је недавно након Енрикеовог рођења преминула, па је бригу о њему преузела Кандида Новаес де Толедо, Исабелина мајка. Кандида се није слагала са поновном Шиковом женидбом, јер није могла да поднесе да место њене ћерке заузме ћерка обичне Индијанке. Под бакином контролом, Енрике је израстао у похлепног и надменог човека, спремног на све да оствари своје циљеве.
Када је завршила са школом, по Лауру долази Енрике да је води у Пасаперто. У возу који иде за Пасаперто се сусреће са Мигелом, кумчетом свештеника Инасија Гувеје, који је парох цркве у Пасаперту. Тај сусрет ће променити њихове животе из корена.
Иако се првобитно нису слагали, Мигел и Лаура се постепено заљубљују једно у друго, иако не би смели. Оно што Мигела спречава да буде са Лауром, јесте његов "позив" да буде свештеник. Он то прећуткује Лаури.
Поред њих, забрањену романсу ће доживети и Шикова жена Ана са доктором Ескобаром, који је лечи. Утеху у његовом наручју ће потражити јер јој супруг не да да дише, а притом је и агресиван.
Серија се додатно захуктава када Ана нестаје, након што она и Ескобар планирају да оду из Пасаперта, као и то да Лаура на дан свог венчања сазнаје за Мигелову тајну.
Хоће ли се Мигел и Лаура, као и Ескобар и Ана, успети да изборе за оно до чега им је највише стало?

## Улоге
| Глумац:              | Улога:                         |
| -------------------- | ------------------------------ |
| Фернанда Васконселос | Лаура Дијаз                    |
| Мурило Роса          | Мигел Гувеја                   |
| Летисија Сабатела    | Ана де Кастро                  |
| Данијел де Оливејра  | Енрике Фернандес               |
| Алешандре Боржес     | Доктор Ескобар                 |
| Жозе де Абреу        | Франсиско "Шико" Фернандес     |
| Маркос Карузо        | Отац Инасио Гувеја             |
| Клаудио Марсо        | Лазаро Симоес                  |
| Жандира Мартини      | дона Гвара                     |
| Камила Родригес      | Гиљермина "Мина" Мендонса      |
| Педро Пауло Ранжел   | Галилеу Бутикарио              |
| Емилио Орћолио Нето  | Аржемиро Боржес Патапио        |
| Фернанда Паес Леме   | Тереза Мендонса                |
| Граци Масафера       | Флоринда Кардозо Паљарес       |
| Родриго Ломбарди     | Сиро Феижо                     |
| Летисија Биркојер    | Ракел                          |
| Нивеа Марија         | Магнолија Кардозо Паљарес      |
| Жулија Лемерц        | Белинда Бутикарио              |
| Касио Габус Мендес   | Поручник Тражано Мендонса      |
| Дебора Евелин        | Мадалена Боржес Мендонса       |
| Лима Дуарте          | Градоначелник Виријато Паљарес |
| Ева Вилма            | Кандида Новаес де Толедо       |